# Regent Bridge
Regent Bridge est un pont routier situé à Édimbourg en Écosse, où la route A1 pénètre dans la New Town par l’est et passe au-dessus d’un creux situé près de Calton Hill. Le pont a été construit au XIXe siècle dans le style néoclassique, à l’occasion de la modernisation de la cité médiévale et de son expansion au nord et à l’est.

## Histoire
Au début du XIXe siècle, l’accès peu commode à Édimbourg par la grande route de Londres a longtemps fait l’objet d’un regret général. Pour entrer dans la ville par le sud, la route empruntait des rues étroites et peu pratiques, une approche jugée inadaptée à l’élégance générale du lieu. En 1814, cependant, une magnifique entrée fut ouverte de Calton Hill à Princes Street par un profond ravin appelé Low Calton, alors occupé par des rues anciennes et mal construites. Pour relier Calton Hill à Princes Street, toutes ces rues ont été détruites et une élégante arche, appelée Regent Bridge, a été projetée par-dessus le ravin, rendant la descente de Calton Hill dans Princes Street facile et agréable. Une nouvelle prison à construire sur Calton Hill avait également été projetée à ce moment-là et un nouveau pont en rendrait l'accès plus approprié.

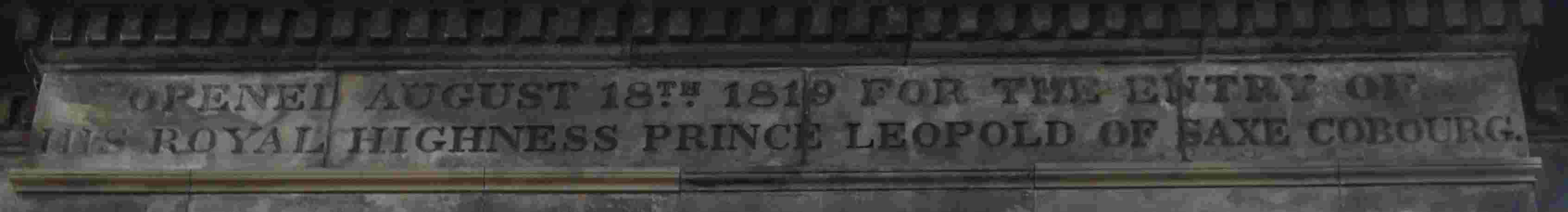
Inscription sur le côté sud du pont Regent

En 1813, Sir John Marjoribanks, alors Lord Provost d’Édimbourg, relança le projet de construction d’une prison sur les pentes de Calton Hill. Pour y accéder, ouvrir les pentes de Calton Hill au développement et raccourcir la route menant à East Lothian et à l'Angleterre, il présenta le projet de construction de Regent Bridge aux magistrats de la ville le 1er mars 1814, pour un coût prévisionnel d'environ 20 000 £ et appuyés par une étude de faisabilité réalisée par l'ingénieur Robert Stevenson. Bien que compliqué (une partie de l'ancien cimetière de Calton a dû être déplacée, des roches solides ont été dynamitées et des bâtiments situés à l'extrémité est de Princes Street ont dû être démolis  ), le projet a été accepté et Waterloo Place au sommet du pont a été conçue par Archibald Elliot. La construction sous la direction de Robert Stevenson a débuté en 1816 et le pont a été terminé en 1819 . C'est un exemple majeur de l'architecture néo-grecque de l'époque. L’arche est semi-circulaire parce que le sol décline au sud. La chaussée est formée de plusieurs arcs inversés de chaque côté. La grande arche est ornée au sud et au nord de deux arches ouvertes triomphales ornementales soutenues par d'élégantes colonnes corinthiennes. La rue longeant le pont s'appelait Waterloo Place, car baptisée ainsi l'année de la bataille de Waterloo. Regent Bridge a été officiellement ouvert le 18 août 1819 lors de la visite du prince Léopold de Saxe Coburg à Édimbourg.

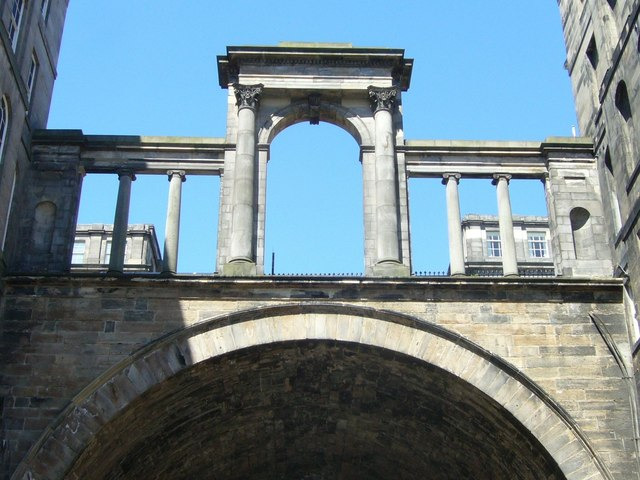
Vue de Calton Road
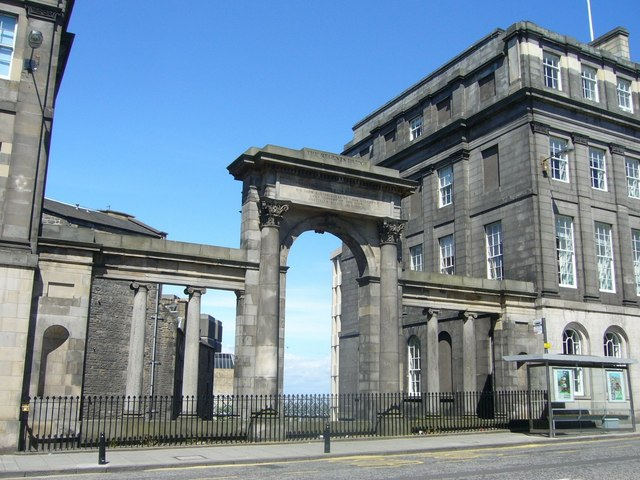
Vue de Waterloo Place
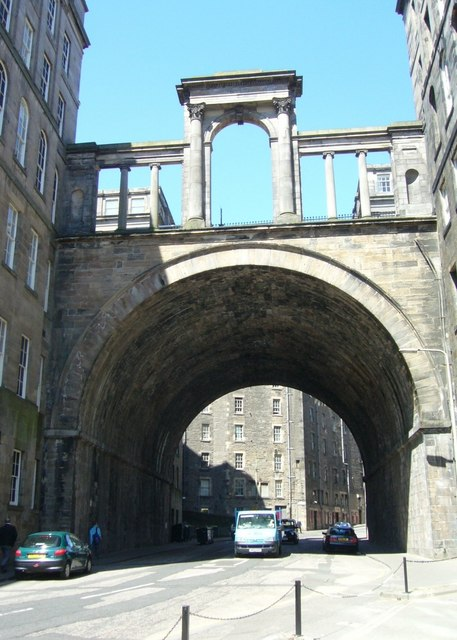
Vue générale
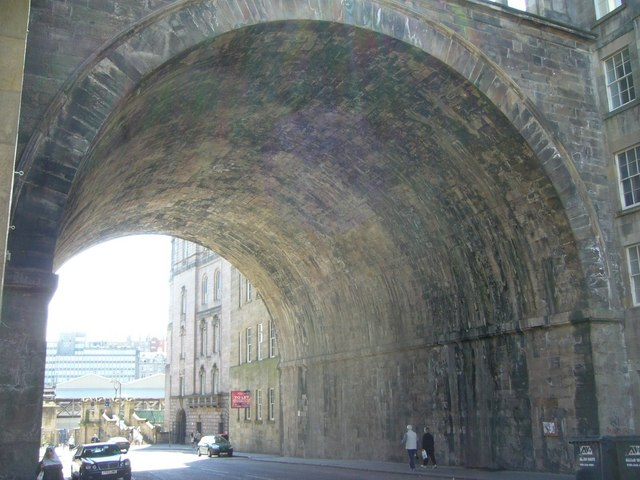
L'arche du pont
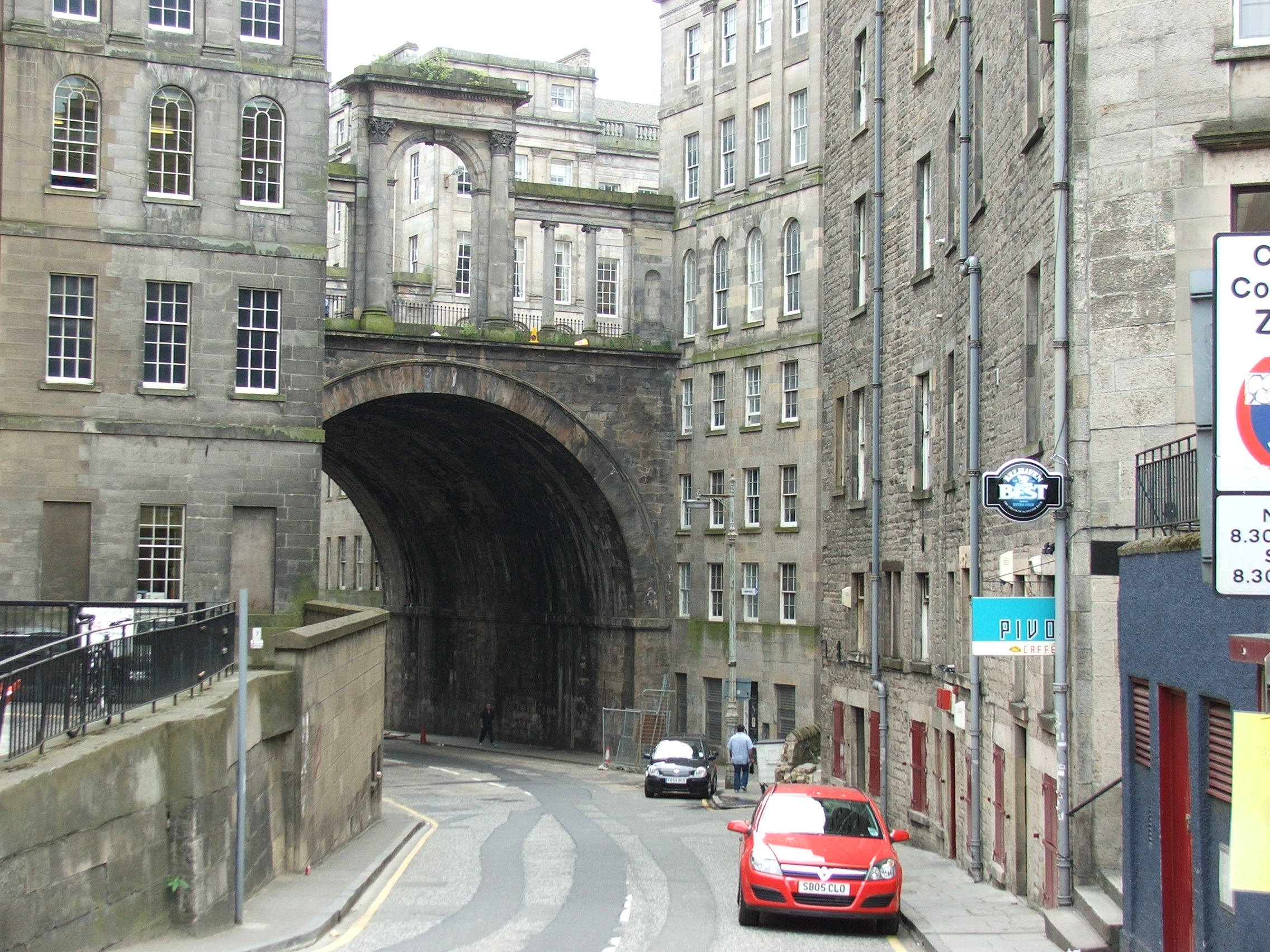
Vue de la Calton Road
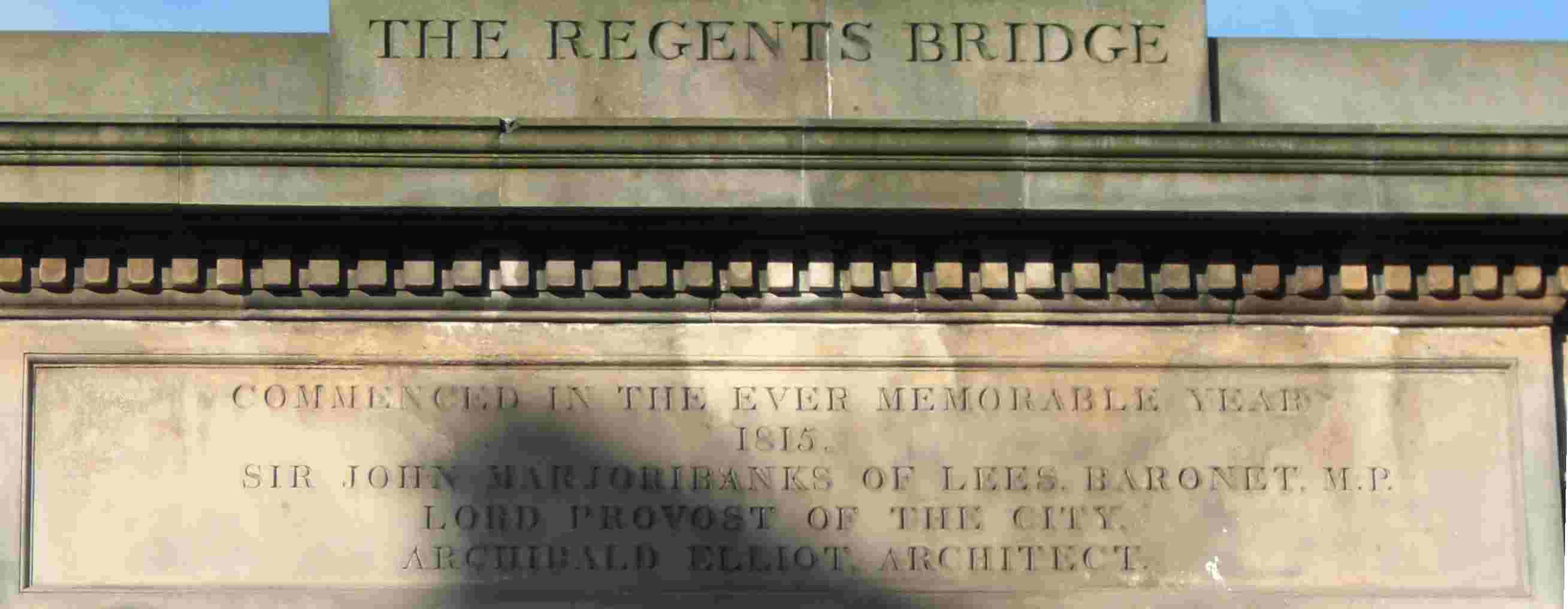
Inscription, côté nord du pont

## Remarques
- Cet article contient le texte de "Regent Bridge, Edinburgh", un article du Mirror of Literature, Amusement, and Instruction, vol. 12, numéro 326, 9 août 1828, maintenant dans le domaine public.